# Polyceratocarpus laurifolius
Polyceratocarpus laurifolius là loài thực vật có hoa thuộc họ Na. Loài này được Paiva miêu tả khoa học đầu tiên năm 1966.